# Scolopendra pentagramma
Scolopendra pentagramma är en mångfotingart som beskrevs av Motschoulsky 1886. Scolopendra pentagramma ingår i släktet Scolopendra och familjen Scolopendridae. Inga underarter finns listade i Catalogue of Life.